# Waldemar Levy Cardoso
Waldemar Levy Cardoso (Rio de Janeiro, 4 december 1900 – aldaar, 13 mei 2009) was een Joods-Braziliaans militair. Hij was op 108-jarige leeftijd de laatste Braziliaanse veldmaarschalk in leven. Hij rondde zijn opleiding aan de militaire academie af na of tijdens de Eerste Wereldoorlog en vocht mee in de Tweede Wereldoorlog.

## Vóór en tijdens de Tweede Wereldoorlog
Hij werd geboren in Rio de Janeiro als kind van een geëmigreerde Algerijnse vrouw en een Braziliaanse man. In 1914 ging hij naar de militaire academie, alwaar hij in 1918 afstudeerde. In 1921 werd hij een officier van het vierde artillerieregiment. In 1924 nam hij deel aan de revolutie tegen de zittende president Artur da Silva Bernardes. Daar werd hij gearresteerd en veroordeeld tot twee jaar gevangenisstraf. Na zijn vrijlating werd hij in een tweede proces tot nog eens drie jaar gevangenisstraf veroordeeld, maar hij ontkwam dat door zich verborgen te houden in Paranaguá onder een valse naam. Na een generaal pardon nam hij deel aan de revolutie in 1930 waarbij de zittende president, Washington Luís Pereira de Sousa, van zijn functie werd ontheven.
In 1935 ging hij naar de hogere militaire academie in Rio, waar hij in 1937 afstudeerde. In 1944, als luitenant-kolonel, nam hij deel aan de Italiaanse Veldtocht.

## Na de Tweede Wereldoorlog
Na het einde van de Tweede Wereldoorlog bleef hij in het leger. In 1951 werd hij naar Europa gestuurd als Braziliaans militair vertegenwoordiger voor de ambassades in Frankrijk en Spanje. Nadat hij in 1953 was teruggekeerd en leiding nam over een nieuw regiment werd hij gepromoveerd tot brigadegeneraal. In 1964 nam hij deel aan de staatsgreep tegen de zittende linkse president João Goulart. In 1966 werd hij door zijn collega's in de junta gepromoveerd tot veldmaarschalk van het Braziliaanse leger. Van 1967 tot 1985 was hij onder de militaire dictatuur een van de leiders van een groot olieconcern.